# Totalna Porażka na wyspie Pahkitew
Totalna Porażka na wyspie Pahkitew (ang. Total Drama: Pahkitew Island, 2014) – jeden z sezonów kanadyjskiego animowanego reality show Totalna Porażka. Następca: Wyspa Totalnej Porażki, Plan Totalnej Porażki, Totalna Porażka w trasie, Totalna Porażka: Zemsta Wyspy i Totalna Porażka: Plejada gwiazd. Technicznie jest to druga część piątego sezonu, którego pierwszą częścią jest Totalna Porażka: Plejada gwiazd. Seria została potwierdzona 11 czerwca 2013 roku. Jej emisją zajął się polski Cartoon Network.
14 zupełnie nowych uczestników walczy o główną nagrodę – milion dolarów. Akcja rozgrywa się na zupełnie nowej wyspie.
Uczestnicy są podzieleni na dwie drużyny: Waneyihtham Maskwak (z języka kri oznacza „Skołowane Misie”) i Pimapotew Kinosewak (z języka kri oznacza „Pływające Łososie”). Bohaterami negatywnymi w tym sezonie są Sugar, Scarlett, Amy i Max.

## Uczestnicy
| Pozycja | Uczestnik | Drużyna           | Status I                                       | Status II                                             | Etap        |
| ------- | --------- | ----------------- | ---------------------------------------------- | ----------------------------------------------------- | ----------- |
| 14      | Beardo    | Skołowane misie   | Debiut Odcinek 1 "Więc, to jest moja drużyna?" | Eliminacja Odcinek 1 "Więc, to jest moja drużyna?"    | Drużyna     |
| 13      | Leonard   | Skołowane misie   | Debiut Odcinek 1 "Więc, to jest moja drużyna?" | Eliminacja Odcinek 2 "Kocham Cię, tłusta świnko!"     | Drużyna     |
| 12      | Amy       | Pływające łososie | Debiut Odcinek 1 "Więc, to jest moja drużyna?" | Eliminacja Odcinek 3 "Bliźniacy to nie wszystko"      | Drużyna     |
| 11      | Rodney    | Pływające łososie | Debiut Odcinek 1 "Więc, to jest moja drużyna?" | Eliminacja Odcinek 4 "Kocham cię, kocham twoje (...)" | Drużyna     |
| 10      | Samey     | Pływające łososie | Debiut Odcinek 1 "Więc, to jest moja drużyna?" | Eliminacja Odcinek 5 "Podmuch z przeszłości"          | Drużyna     |
| 9       | Ella      | Skołowane misie   | Debiut Odcinek 1 "Więc, to jest moja drużyna?" | Dyskwalifikacja Odcinek 6 "Problemy Ma' Ma' Małpy"    | Drużyna     |
| 8       | Topher    | Pływające łososie | Debiut Odcinek 1 "Więc, to jest moja drużyna?" | Eliminacja Odcinek 8 "Trzy strefy i niemowlę"         | Drużyna     |
| 7       | Dave      | Skołowane misie   | Debiut Odcinek 1 "Więc, to jest moja drużyna?" | Eliminacja Odcinek 9 "Rzuć i szukaj!"                 | Bez Drużyny |
| 6       | Scarlett  | Pływające łososie | Debiut Odcinek 1 "Więc, to jest moja drużyna?" | Dyskwalifikacja Odcinek 10 "Gorączka Scarlett"        | Bez Drużyny |
| 5       | Max       | Skołowane misie   | Debiut Odcinek 1 "Więc, to jest moja drużyna?" | Dyskwalifikacja Odcinek 10 "Gorączka Scarlett"        | Bez Drużyny |
| 4       | Jasmine   | Pływające łososie | Debiut Odcinek 1 "Więc, to jest moja drużyna?" | Eliminacja Odcinek 11 "Upadek Sky''                   | Bez Drużyny |
| 3       | Sugar     | Skołowane misie   | Debiut Odcinek 1 "Więc, to jest moja drużyna?" | Eliminacja Odcinek 12 "Obozowicze z talentem"         | Bez Drużyny |
| 2       | Shawn     | Skołowane misie   | Debiut Odcinek 1 "Więc, to jest moja drużyna?" | Finalista Odcinek 13 "Kłamstwa, szepty i (...)"       | Bez Drużyny |
| 1       | Sky       | Pływające łososie | Debiut Odcinek 1 "Więc, to jest moja drużyna?" | Wygrana Odcinek 13 "Kłamstwa, szepty i (...)"         | Bez Drużyny |

## Odcinki
| Sezon | Liczba odcinków | Kraj              | Pierwsza emisja  | Ostatnia emisja   |
| ----- | --------------- | ----------------- | ---------------- | ----------------- |
| 5.2   | 13 (1–13)       | Stany Zjednoczone | 7 lipca 2014     | 18 lipca 2014     |
| 5.2   | 13 (1–13)       | Kanada            | 4 września 2014  | 20 listopada 2014 |
| 5.2   | 13 (1–13)       | Polska            | 29 sierpnia 2014 | 16 września 2014  |

## Spis odcinków
| Premiera odcinka | Premiera odcinka | N/o | Tytuł polski                            | Tytuł angielski               |
| ---------------- | ---------------- | --- | --------------------------------------- | ----------------------------- |
|                  |                  |     |                                         |                               |
| SEZON 5.2        |                  |     |                                         |                               |
|                  |                  |     |                                         |                               |
| 04.09.2014       | 29.08.2014       | 01  | Więc, to jest moja drużyna?             | So, Uh, This Is My Team?      |
|                  |                  |     |                                         |                               |
| 04.09.2014       | 01.09.2014       | 02  | Kocham Cię, tłusta świnko!              | I Love You, Grease Pig!       |
|                  |                  |     |                                         |                               |
| 11.09.2014       | 02.09.2014       | 03  | Bliźniacy to nie wszystko               | Twinning Isn’t Everything     |
|                  |                  |     |                                         |                               |
| 18.09.2014       | 03.09.2014       | 04  | Kocham cię, kocham twoje węzły          | I Love You, I Love You Knots  |
|                  |                  |     |                                         |                               |
| 25.09.2014       | 04.09.2014       | 05  | Podmuch z przeszłości                   | A Blast From The Past         |
|                  |                  |     |                                         |                               |
| 02.10.2014       | 05.09.2014       | 06  | Problemy Ma' Ma' Małpy                  | Mo’ Monkey Mo’ Problems       |
|                  |                  |     |                                         |                               |
| 09.10.2014       | 08.09.2014       | 07  | To jest dziura!                         | This is the Pits!             |
|                  |                  |     |                                         |                               |
| 16.10.2014       | 09.09.2014       | 08  | Trzy strefy i niemowlę                  | Three Zones and a Baby        |
|                  |                  |     |                                         |                               |
| 23.10.2014       | 10.09.2014       | 09  | Rzuć i szukaj!                          | Hurl & Go Seek!               |
|                  |                  |     |                                         |                               |
| 30.10.2014       | 11.09.2014       | 10  | Gorączka Scarlett                       | Scarlett Fever                |
|                  |                  |     |                                         |                               |
| 06.11.2014       | 12.09.2014       | 11  | Upadek Sky                              | Sky Fall                      |
|                  |                  |     |                                         |                               |
| 13.11.2014       | 15.09.2014       | 12  | Obozowicze z talentem                   | Pahk’d With Talent            |
|                  |                  |     |                                         |                               |
| 20.11.2014       | 16.09.2014       | 13  | Kłamstwa, szepty i jedna wielka nagroda | Lies, Cries and One Big Prize |
|                  |                  |     |                                         |                               |